# Régiment Punjab (Pakistan)
Le régiment Punjab est un régiment d'infanterie de l'armée pakistanaise. Le régiment moderne fut formé en 1956 à partir de la fusion du 1er régiment Punjab, du 14e régiment Punjab, du 15e régiment Punjab et du 16e régiment Punjab. Depuis lors, le régiment s'est agrandi pour inclure désormais 74 bataillons.
C'est le régiment le plus ancien de l'armée, dont la lignée remonte à plus de deux cent cinquante ans, dans les années 1750. Les bataillons du régiment ont un dossier distingué de service militaire couvrant la montée et le déclin de la puissance britannique en Asie du Sud, à la fois dans les guerres mondiales et au Pakistan après l'indépendance.

## Histoire ancienne

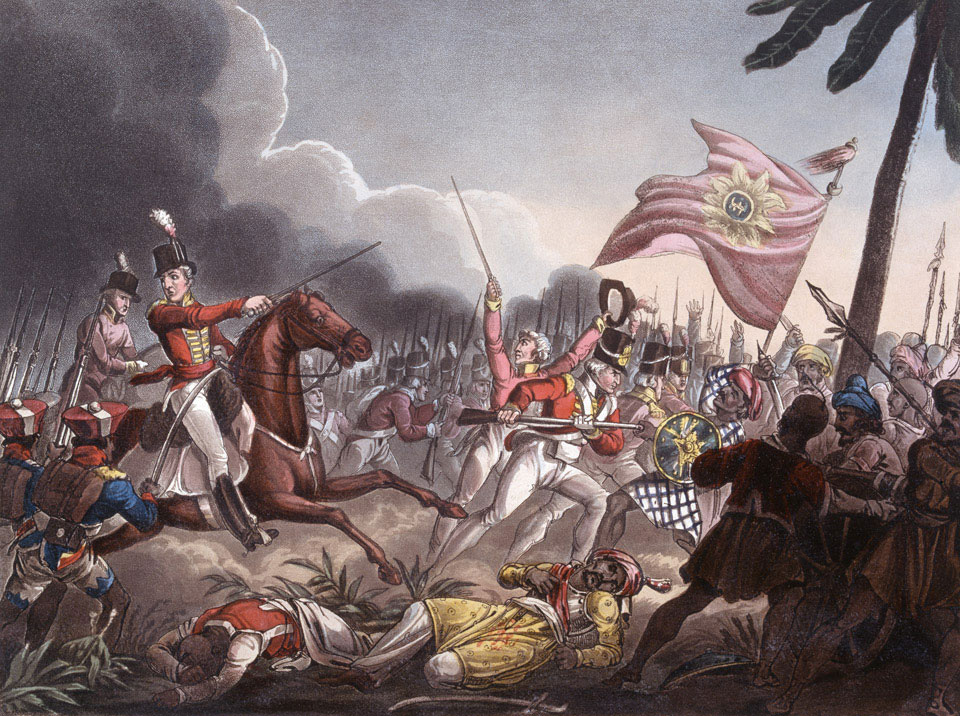
Le général Arthur Wellesley, futur duc de Wellington, dirige le 2 / 12e Madras Native Infantry (10 / 1er Punjab), à la bataille d'Assaye en 1803. Peinture de JC Stadler v. 1815.

Le régiment Punjab peut retracer ses origines à l'armée de Madras de la British East India Company. Le bataillon le plus haut gradé du 1er régiment Punjab a été créé en 1759 en tant que 3e bataillon de Sepoys côtiers, et est le bataillon d'infanterie le plus âgé de l'armée indienne britannique. Leur premier conflit majeur fut une victoire décisive à la bataille de Wandiwash en 1760, lorsque la Compagnie britannique des Indes orientales dirigée par Sir Eyre Coote mit effectivement fin aux ambitions coloniales françaises en Asie du Sud. Tous les bataillons du régiment ont ensuite joué un rôle important dans les premières campagnes militaires de la Compagnie des Indes orientales et ont été activement engagés dans les guerres contre les Français, Mysore et les Marathas.
Le nombre et les titres des bataillons ont changé au cours des réorganisations successives de l'armée de la présidence de Madras, de l'armée indienne britannique et de l'armée indienne au cours des 18e, 19e et 20e siècles. Les noms ont changé de Coast Sepoys à Carnatic Infantry, Madras Native Infantry, Punjabis et enfin au Punjab Regiment. Après 1857, les Britanniques appliquèrent la théorie des courses martiales et les troupes de l'Inde du Nord remplacèrent les Indiens du Sud, le régiment étant finalement rebaptisé The Punjab Regiment. Il compte désormais 76 bataillons.

## Raj britannique
Après 1857 et l'établissement du règne de la couronne sur l'Inde britannique, le régiment Pendjab joua un rôle dans de nombreux conflits à travers l'Empire britannique. Divers bataillons ont été déployés à travers l'Empire dans des conflits dans des endroits allant de la Chine, l'Égypte, la Birmanie et l'Abyssinie.
Entre 1903 et 1922, l'armée indienne britannique comprenait 28 régiments punjabi numérotés. En 1922, ils ont été fusionnés en six régiments du Pendjab numérotés, à savoir :
- 1er régiment Punjab
- 2e régiment Punjab
- 8e régiment Punjab
- 14e régiment Punjab
- 15e régiment Punjab
- 16e régiment Punjab

Ces régiments joueront tous un rôle de premier plan pendant la Seconde Guerre mondiale. Au sein du 14e régiment Punjab, les 1er et 5e bataillons ont été déployés en Malaisie pendant les premières étapes de la Seconde Guerre mondiale en Asie du Sud-Est. Le 1er bataillon, dirigé par le lieutenant-colonel James Fitzpatrick, fut envahi par les forces japonaises supérieures à Changlun pendant la bataille de Jitra. Avec seulement 270 survivants, le 1er bataillon n'a pas été réformé pendant la campagne. Le 5e bataillon, sous le commandement du lieutenant-colonel Cyril Livesy Lawrence Stokes, a relativement bien performé dans la retraite de combat à Kroh au début de décembre 1941. Stokes est mort en captivité le 15 février 1942 après la bataille de Slim River). Le 5/14 Punjab fut forcé de se rendre avec le reste des troupes du Commonwealth lors de la chute de Singapour le 15 février 1942. Un certain nombre de troupes des deux bataillons rejoignirent cependant plus tard l'armée nationale indienne et formèrent une partie de la force de la Hindustan Field Force.

## Indépendance

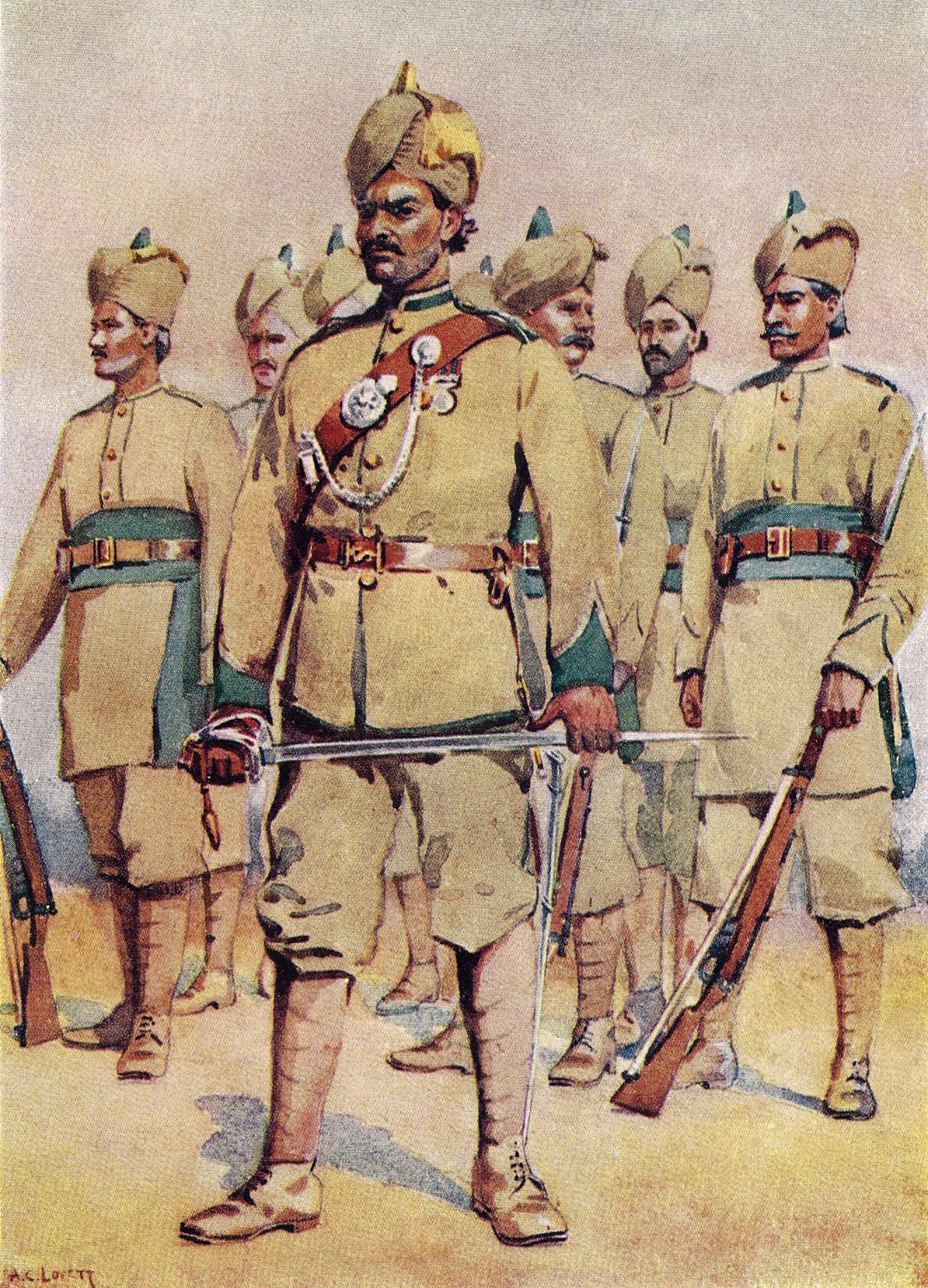
Aquarelle du 33e Punjabis par le Major A. C. Lovett, 1910.

En 1947, le gouvernement britannique annonça l'indépendance de l'Inde britannique, qui serait divisée en deux pays distincts, l'Inde et le Pakistan. L'armée indienne serait également divisée entre ces deux nouveaux États-nations. Sur les six régiments Punjab existants, les 1er, 8e, 14e, 15e et 16e régiments Punjab furent affectés à l'armée pakistanaise et le 2e régiment Punjab à l'armée indienne.
Le régiment Punjab dans sa forme actuelle fut formé en 1956 lorsque quatre des cinq régiments Punjabis affectés au Pakistan fusionnèrent.